# Alfa Centauri Bb
Alfa Centauri Bb era un ipotetico pianeta extrasolare in orbita intorno alla componente B del sistema Alfa Centauri che si trova nella costellazione del Centauro, la cui esistenza è stata però smentita nel 2015. Alla distanza dalla Terra di 4,37 anni luce, era l'esopianeta scoperto più vicino alla Terra fino alla scoperta di Proxima Centauri b avvenuta nel 2016. L'annuncio della scoperta di Alfa Centauri Bb ricevette l'attenzione dei media, e l'esistenza di questo pianeta fu vista come un punto di riferimento importante per gli studi futuri sugli esopianeti.
Tuttavia, nel mese di ottobre del 2015, alcuni astronomi dell'Università di Oxford hanno pubblicato un articolo scientifico smentendo l'esistenza del pianeta, affermando che si trattava probabilmente di un artefatto nell'analisi dei dati. Lo stesso Dumusque, scopritore del pianeta tre anni prima, ha accettato il risultato, e affermato che, nonostante non ci sia la certezza assoluta della smentita, il pianeta probabilmente non esiste.

## Presunta scoperta
La scoperta fu resa possibile da osservazioni della velocità radiale di α Centauri B attraverso lo spettrografo HARPS, montato sul telescopio da 3,6 m di diametro presso l'Osservatorio di La Silla dello European Southern Observatory (ESO), condotte dal febbraio del 2008 al luglio del 2011 da un gruppo di astronomi europei afferenti all'Osservatorio di Ginevra e al Centro di Astrofisica dell'Università di Porto. Nei quattro anni della ricerca, sono state condotte 459 osservazioni dello spettro della stella, che sono state successivamente analizzate con metodi statistici.
L'annuncio venne dato il 16 ottobre 2012 ed un resoconto scientifico pubblicato online il giorno seguente dalla rivista Nature, con Xavier Dumusque quale primo firmatario.
Il pianeta era stato scoperto attraverso il metodo delle velocità radiali, rilevando le variazioni prodotte dall'effetto Doppler nello spettro di α Centauri B. Grazie alla precisione di HARPS sono state rilevate variazioni corrispondenti a velocità radiali di 51 cm/s. La probabilità che la scoperta possa rilevarsi spuria è dello 0,02%.

## Caratteristiche
Le caratteristiche che vennero annunciate al tempo della scoperta di Alfa Centauri Bb erano di un corpo che orbita a 0,04 au dalla sua stella, un decimo circa della distanza che separa Mercurio dal Sole, in 3,236 giorni (3 giorni, 5 ore, 39 minuti e 24,5 ± 69 secondi), al di fuori della zona abitabile del sistema, probabilmente in rotazione sincrona. La sua massa era stata stimata in, minimo, 1,13 masse terrestri.
Rimanevano comunque sconosciute le sue dimensioni, composizione e condizioni atmosferiche, dal momento che non sono stati osservati suoi transiti. Tuttavia, la sua massa suggerisce possa trattarsi di una Super Terra. La temperatura superficiale è stata stimata in 1200 °C, superiore alla temperatura di fusione di molti silicati. (Per confronto, sulla superficie di Venere - la più calda del sistema solare - si raggiungono al massimo i 460 °C). A tali temperature, quindi, vaste zone della superficie potrebbero essere fuse e il pianeta apparirebbe come un "mondo di lava".
Si ritiene che l'orbita di un pianeta con tali caratteristiche, così come quelle incluse nella zona abitabile di α Centauri B, non fossero destabilizzate dall'influenza gravitazione della compagna α Centauri A, il cui massimo avvicinamento è di 8,5 UA – valore confrontabile con quello dell'orbita di Saturno attorno al Sole.
Al massimo avvicinamento, α Centauri A raggiungerebbe una magnitudine di −22,5 – pari a circa il 2% di come appare il Sole visto dalla Terra. La nostra stella, vista dal pianeta, raggiungerebbe una magnitudine di +0,47, leggermente più fioca di quanto appaia Procione dalla Terra.
Analisi astrosismiche, dell'attività cromosferica e studi sulla rotazione stellare per le stelle A e B indicano che il sistema di α Centauri sia leggermente più vecchio del sistema solare, con un'età stimata compresa tra 4,5 e 7 miliardi di anni.

## Dubbi di Hatzes e smentita
Per mostrare l'influenza di un pianeta sulla velocità radiale della stella si sono dovute isolare diverse componenti, come gli effetti di macchie stellari, della rotazione e della fotosfera della stella, nonché le interferenze della vicina Alfa Centauri A. La variazione della velocità radiale era al limite della strumentazione di HARPS, che ha una precisione a lungo termine di 0,8 m/s.
Il cacciatore di esopianeti Artie Hatzes ha tuttavia espresso dubbi sull'esistenza del pianeta, e suggerito che necessitano ulteriori conferme. Egli ha infatti provato prima a rimuovere il segnale periodico più forte trovando solo una debole traccia dell'esistenza di un corpo substellare, quindi ha provato altre tecniche tra cui quella di generare un falso segnale per trovare un corpo "estraneo", senza arrivare a nessun risultato.
L'astronoma statunitense Debra Fischer approva invece il nuovo metodo di ricerca di Dumusque, tuttavia sottolinea che una conferma osservativa sia necessaria. L'astronoma e il suo team hanno iniziato una campagna di osservazione, tuttora in corso, all'osservatorio di Cerro Tololo poco dopo l'annuncio della scoperta del pianeta.
Il gruppo europeo che ha fatto la scoperta tenterà di rilevare in futuro un transito planetario sulla stella madre e ha chiesto la disponibilità del telescopio spaziale Hubble per le osservazioni. Un transito potrebbe fornire informazioni su dimensioni del pianeta, composizione e condizioni atmosferiche. Tuttavia, data la linea di vista rispetto alla Terra, le dimensioni relativamente ridotte del pianeta e la natura binaria del sistema stellare, le possibilità di un transito di Alpha Centauri Bb osservabile dalla Terra sono stimate solo tra il 10 e il 30%.
Nell'ottobre del 2015, un team di scienziati dell'Università di Oxford ha smentito l'esistenza del pianeta, dimostrando i difetti delle analisi dei dati di tre anni prima, al tempo della scoperta. Dumusque, lo scopritore del pianeta nel 2012, si è dichiarato d'accordo con questa analisi, affermando che il pianeta molto probabilmente non esiste.